# QBU-88
El QBU-88 es un fusil de tirador designado desarrollado por el Ejército Popular de Liberación de China.

## Historia
El fusil QBU-88 (también denominado a veces fusil Tipo 88) fue la primera arma de la última generación de armas portátiles chinas, con recámara para munición 5.8 × 42 mm DBP87, adoptado en 1997. El QBU-88 es, en el sentido moderno, un rifle de tirador designado, ya que a diferencia de un rifle de francotirador, puede lograr disparos semiautomáticos que logran distancias que van más allá de las capacidades de los rifles de asalto de infantería estándar. El rifle está destinado para uso militar rudo, por lo que está equipado con miras de hierro ajustables por defecto, y generalmente está equipado con miras telescópicas o con miras nocturnas.
El rifle QBU-88 está optimizado para una carga pesada especial de cartuchos 5.8 × 42 mm DBP87 con una bala aerodinámica con núcleo de acero y un cartcho que soporta mayor presión. También puede disparar munición estándar destinada para los rifles de asalto QBZ-95. En la actualidad el fusil QBU-88 está en servicio con el Ejército Popular de Liberación y las fuerzas policiales chinas.

## Detalles de diseño
El fusil QBU-88 es un rifle semiautomático operado por gas, es decir, utiliza un pistón de gas de carrera corta, ubicado sobre el cañón, y un perno giratorio de tres orejetas. El cerrojo está montado en un receptor compacto de acero y encerrado en una carcasa tipo bullpup de polímero. Para aumentar la precisión, el rifle cuenta con un cañón de acero de alto grado forjado a martillo de 640 mm (25.1 in) de longitud. El interruptor de seguridad está ubicado en la parte inferior del receptor, justo detrás de la abertura del cargador. El fusil QBU-88 está equipado con miras ajustables tipo dioptrías abiertas, montadas en postes plegables. También tiene un riel militar chino corto sobre el receptor con el que puede aceptar monturas para miras telescópicas o de visión nocturna.
El rifle está destinado a ser utilizado principalmente con óptica. La óptica usualmente utilizada durante operaciones militares diurnas en el QBU-88 es una mira telescópica china de 3-9 × 40mm con un soporte integral de liberación rápida. En 2008, se puso a disposición una nueva mira telescópica de 6-24 × 44mm para la lucha contra el terrorismo y otros usos de la ley.
El estriado del cañón para el QBU-88 difiere al del rifle de asalto QBZ-95. Mientras que el QBZ-95 tiene una torsión de 244 mm (1-9.6 in) para estabilizar una bala estándar DBP-87 de 64 granos, el QBU-88 tiene una torsión más rápida de 206 mm (1-8.1 in) para estabilizar una bala pesada de 70 granos para francotirador, similar a la ametralladora ligera QJY-88, que tiene un estriado progresivo con una tasa de torsión final de 206 mm. El QBU-88 cuenta con un supresor de luz en la boca del cañón para reducir el flameo en la misma, además cuenta también con un bípode de desmontaje rápido que se sujeta al cañón cuando sea necesario.

## Variantes
Existe una versión de exportación denominada KBU-97a que se produce y comercializa para las fuerzas de seguridad de países extranjeros. Esta versión utiliza munición 5,56 × 45 mm OTAN aunque, en lugar de los cargadores STANAG, se utiliza una versión modificada del cargador común del QBU-88 para alimentar los cartuchos, y los cargadores STANAG no funcionan a menos que se modifiquen.